# Zjawisko Halla

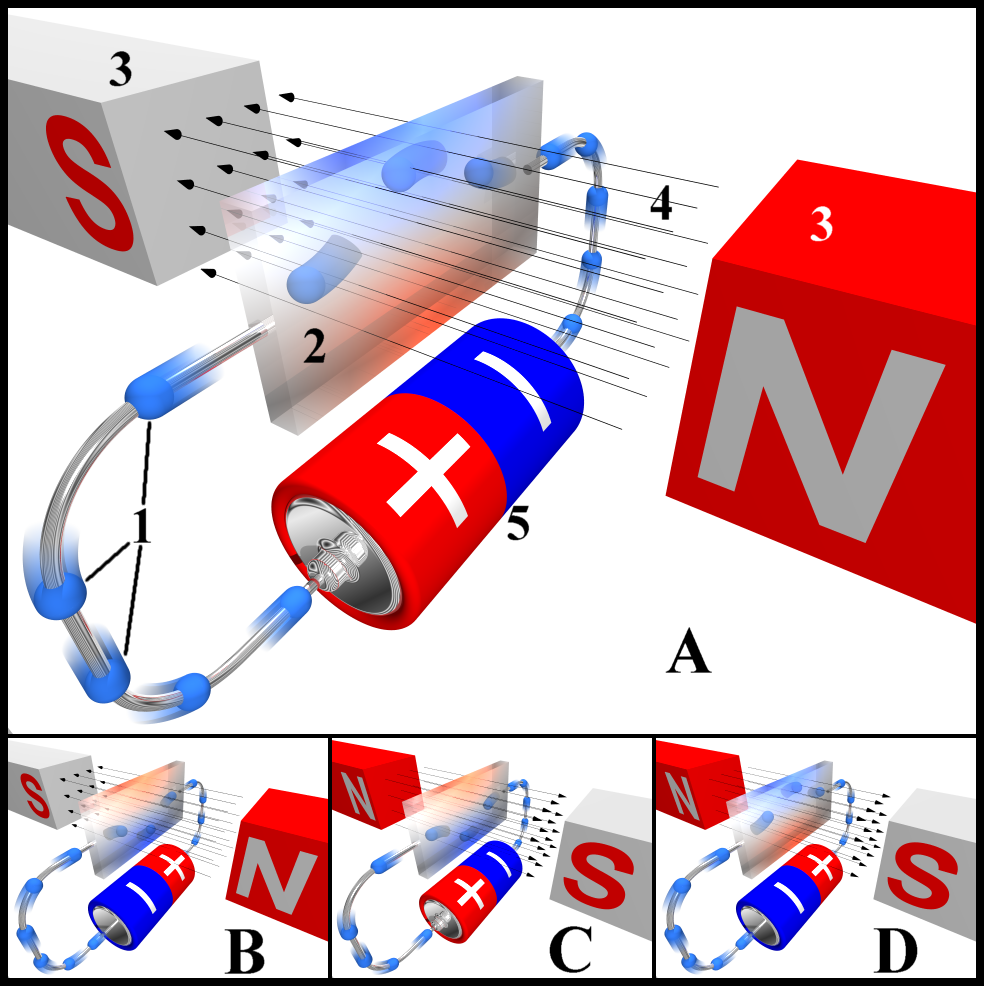
Efekt Halla
1. elektrony, 2. element Halla, 3. magnesy, 4. pole magnetyczne, 5. źródło zasilania

Zjawisko Halla, efekt Halla – zjawisko fizyczne polegające na wystąpieniu różnicy potencjałów w przewodniku, w którym płynie prąd elektryczny, gdy przewodnik znajduje się w poprzecznym do płynącego prądu polu magnetycznym. Ta różnica potencjałów, zwana napięciem Halla, pojawia się między płaszczyznami ograniczającymi przewodnik, prostopadle do płaszczyzny wyznaczanej przez kierunek prądu i wektor indukcji magnetycznej. Jest ona spowodowana działaniem siły Lorentza na ładunki poruszające się w polu magnetycznym.
Zjawisko zostało odkryte w 1879 roku przez Edwina Halla (wówczas doktoranta).

## Wyprowadzenie
Niech przewodnik będzie prostopadłościanem o bokach {\displaystyle a,b,c.} Jeśli wzdłuż przewodnika (równolegle do {\displaystyle a}) płynie prąd o natężeniu {\displaystyle I} (nadając nośnikom prądu prędkość unoszenia {\displaystyle {\vec {v}}_{u}}), zaś prostopadle do powierzchni przewodnika (równolegle do {\displaystyle c}) skierowane jest pole magnetyczne o indukcji {\displaystyle {\vec {B}},} to na nośniki prądu o ładunku {\displaystyle q} w kierunku {\displaystyle b} działa siła Lorentza:
{\displaystyle {\vec {F}}=q{\vec {v}}_{u}\times {\vec {B}},}
odchylając te ładunki do jednej ze ścianek. W ten sposób między tą ścianką a ścianką do niej przeciwną wytwarza się różnica gęstości ładunków, a więc i pole elektryczne o natężeniu {\displaystyle {\vec {E}},} które może być wyrażone przez różnicę potencjałów. Na kolejne nośniki zatem działa także siła kulombowska. Wypadkowa siła jest równa:
{\displaystyle {\vec {F}}=q{\vec {v}}_{u}\times {\vec {B}}-q{\vec {E}}.}
W stanie równowagi, kiedy siła Lorentza i kulombowska się równoważą, zachodzi równanie:
{\displaystyle {\vec {v}}_{u}\times {\vec {B}}={\vec {E}}}
lub
{\displaystyle U_{H}={\frac {1}{nq}}{\frac {IB}{c}}=R_{H}{\frac {IB}{c}},}
gdzie:
{\displaystyle n} – koncentracja nośników,
{\displaystyle q} – ładunek nośnika prądu (elektrony lub dziury),
{\displaystyle c} – grubość płytki, wymiar w kierunku pola magnetycznego,
{\displaystyle I} – natężenie prądu,
{\displaystyle R_{H}} – stała zależna od materiału (tzw. stała Halla),
{\displaystyle B} – wartość indukcji magnetycznej.
Napięcie {\displaystyle U_{H},} powstałe pomiędzy ściankami przewodnika, nazywane jest napięciem Halla.
Stałą Halla wyraża się przeważnie przez m³/C, Ω·cm/Gs lub jednostkach pokrewnych.

## Detekcja
W materiałach wytwarzających niewielkie napięcie Halla, rzędu 10 μV, do jego pomiaru stosuje się metody pośrednie. Przykładowo, badany materiał umieszcza się w stałym polu magnetycznym i podłącza do źródła prądu zmiennego. Prąd ten, płynący wzdłuż próbki, wywołuje powstanie zmiennego napięcia Halla między brzegami próbki w kierunku poprzecznym. Ma ono taką samą częstotliwość jak prąd podłużny. Napięcie to wzmacnia się wzmacniaczem selektywnym i bada detektorem fazoczułym, który porównuje fazę napięcia Halla z fazą prądu podłużnego i rejestruje jedynie prąd o fazie zgodnej z prądem podłużnym.

## Zjawiska analogiczne
Pod nazwą efektu Halla kryją się również inne zjawiska o analogicznych skutkach (czyli gromadzenie ładunku na krawędziach próbki), lecz o zasadniczo różnych przyczynach fizycznych. Mówi się zatem o tzw. anomalnym efekcie Halla, w którym napięcie Halla jest proporcjonalne do namagnesowania próbki magnetycznej, przez którą płynie prąd. Znany jest również tzw. spinowy efekt Halla, w którym nie pojawia się elektryczne napięcie Halla, ale na krawędziach próbki akumulują się nośniki o dwóch różnych kierunkach spinu. Mechanizm tego zjawiska nie jest do końca poznany.

## Efekty towarzyszące
Przy wyprowadzaniu wzoru na napięcie Halla dla uproszczenia założono, że wszystkie elektrony mają tę samą prędkość. W rzeczywistości prędkości elektronów w ciele stałym mają pewien rozkład, który w przewodniku opisuje statystyka Fermiego-Diraca (w półprzewodniku można przybliżyć ten rozkład rozkładem Maxwella-Boltzmanna). Oznacza to, że część elektronów ma prędkość większą, a część mniejszą od średniej. Na szybsze, a więc bardziej energetyczne elektrony, większy wpływ ma siła Lorentza (w węższym znaczeniu – tylko oddziaływanie magnetyczne), na wolniejsze siła Coulomba. To powoduje, że szybsze i wolniejsze elektrony są odchylane ku przeciwnym końcom ciała w kierunku poprzecznym do kierunku prądu. Obecność bardziej energetycznych elektronów powoduje wzrost temperatury w tym obszarze ciała. To oznacza powstanie gradientu temperatury i dyfuzję elektronów od końca cieplejszego do chłodniejszego. To sprawia, że rzeczywiste napięcie Halla jest mniejsze od obliczonego – jest to tak zwane zjawisko Ettingshausena.

## Zastosowanie
Efekt Halla umożliwia pomiar znaku ładunków poruszających się w przewodniku oraz ich koncentrację.
Dla znanych materiałów pomiar napięcia Halla pozwala określić wartość indukcji {\displaystyle {\vec {B}}} pola magnetycznego. Przyrządy wykorzystujące efekt Halla do pomiaru indukcji nazywają się hallotronami. Są one powszechnie wykorzystywane w różnych czujnikach, na przykład ABS, ESP, padach do gier.
Zjawisko Halla jest również podstawą działania silnika Halla.